# Delosinoidea
Delosinoidea, tradicionalmente denominada Delosinacea, es una superfamilia de foraminíferos del suborden Buliminina y del orden Buliminida. Su rango cronoestratigráfico abarca desde el Barremiense (Cretácico superior) hasta la Actualidad.

## Discusión
Clasificaciones previas incluían Delosinoidea en el suborden Rotaliina y/o orden Rotaliida.

## Clasificación
Delosinoidea incluye a las siguientes familias:
- Familia Caucasinidae
- Familia Tremachoridae
- Familia Delosinidae